# 스톡홀름 천문대

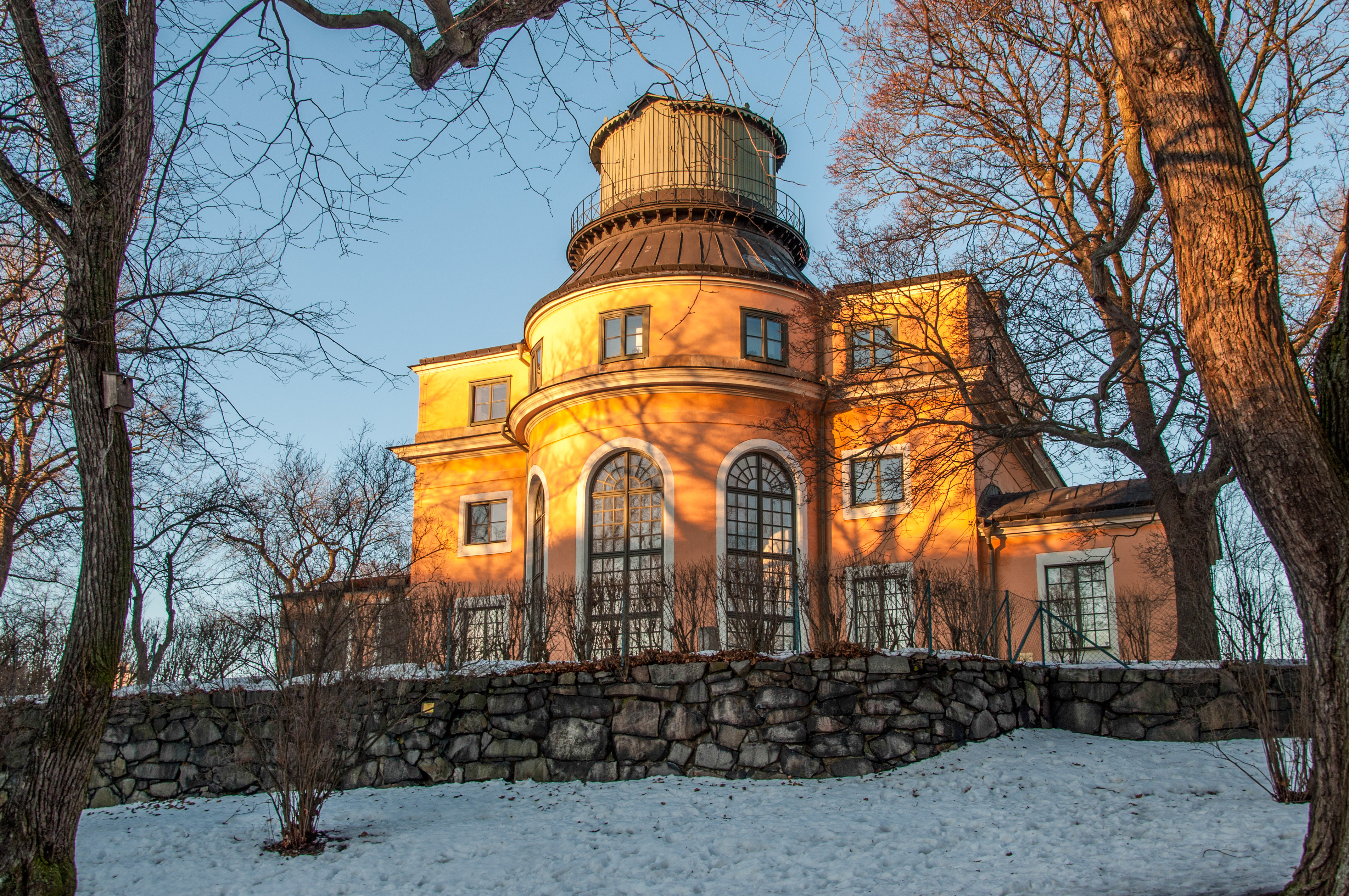
스톡홀름 천문대

스톡홀름 천문대(스웨덴어: Stockholms gamla observatorium)는 스웨덴 스톡홀름에 있는 천문대로, 18세기에 설립되었다. 현재는 스톡홀름 대학교의 일부이다. 스웨덴 왕립 과학원의 사무총장 페르 엘비우스의 지휘로 건축가 칼 하를레만에 의해 설계되었으며, 천문대 건설은 1748년에 시작하여 1753년에 완성했다. 현재는 Observatorielunden이라고 하는 공원의 언덕에 있다. 최초의 천문대 소장은 Pehr Wilhelm Wargentin이며, 역대 소장은 휴고 길덴과 베르틸 린드블라드가 있다. 18세기의 천문대는 지금은 박물관으로 사용되고 있다.
신설된 천문대는 스톡홀름 교외 Saltsjobaden에 1931년에 건설되었다. 디자인은 악셀 안데르베르그이다. 1973년에 천문대의 연구 부문은 과학 아카데미에서 스톡홀름 대학에 이관되어 2001부터 알바노바 대학교 센터에 옮겨졌다.

## 같이 보기
- 천문대 코드 목록